# II oblężenie Louisbourga
II oblężenie Louisbourga – oblężenie i bitwa pod twierdzą Louisbourg w Nowej Szkocji. Bitwa była częścią długiego konfliktu o dominację w Ameryce Północnej zwanego wojną o kolonie amerykańskie, będącego elementem wojny siedmioletniej. Oblężenie i zdobycie Louisbourga było preludium do brytyjskiej kampanii w Québecu w roku 1759.
W początkach czerwca brytyjska flota pod dowództwem admirała Edwarda Boscawena zbliżyła się do chronionego przez fortecę portu i z miejsca rozpoczęła oblężenie. Armia została podzielona na trzy oddziały. Prawym skrzydłem dowodził Whitemore, lewym Lawrence, a środkowym James Wolfe. Armia wylądowała w tym samym miejscu co przed 13 laty w czasie I oblężenia. Oddział Wolfe’a liczący ok. 1 200 żołnierzy zajął latarnię morską, opuszczoną przez Francuzów i rozpoczął stamtąd ostrzeliwanie bastionu na wyspie, który bezpośrednio kontrolował wejście do portu. 25 czerwca, w wyniku ponad dwutygodniowego ostrzału, bateria zainstalowana w bastionie została zniszczona. Od tego momentu rozpoczął się intensywny ostrzał bastionu Dauphin oraz miasta. Krótką przerwą w sukcesach brytyjskich była udana wycieczka francuska 9 lipca, podczas której udało się zniszczyć część umocnień brytyjskich oraz wziąć pewną liczbę jeńców. Szkody zostały jednak szybko naprawione i wznowiono bombardowanie.
Z chwilą, gdy bastion na wyspie został zniszczony, a Dauphin zaangażowany w wymianę ognia z bateriami brytyjskimi, dziesięć statków francuskich strzegących wejścia do portu stało się łatwym łupem dla floty brytyjskiej. Wszystkie jednostki zostały poważnie uszkodzone lub zatopione. Port stanął otworem dla Brytyjczyków. 26 lipca, po ponad sześciu tygodniach oblężenia, twierdza poddała się.
Francuzi stracili podczas oblężenia następujące okręty (w nawiasie liczba dział):
- Entreprenant (74)
- Prudent (74)
- Bienfaisant (64)
- Capricieux (64)
- Célèbre (64)
- Apollon (50)
- Fidèle (26)
- Biche (16)
- Chèvre (16)[3]